# Нападение на Салмана Рушди
12 августа 2022 года британско-американский писатель индийского происхождения Салман Рушди получил множественные ножевые ранения в результате нападения перед лекцией в Институте Шатокуа в одноимённом городе, штат Нью-Йорк, США. Полиция штата сообщила, что в результате атаки Рушди получил ножевое ранение в шею. Генри Риз, соучредитель организации City of Asylum, также находился на сцене в качестве интервьюера и получил лёгкую травму головы.

## Предыстория
Четвёртый роман Салмана Рушди «Сатанинские стихи» (англ. The Satanic Verses) получил признание критиков и вызвал споры после публикации в 1988 году. В 1989 году аятолла Рухолла Хомейни, высший руководитель Ирана, издал фетву, призывающую к убийству Рушди, и Рушди был вынужден вести скрытную жизнь в течение нескольких лет под постоянной охраной Скотленд-Ярда. В 1990 году Рушди публично извинился перед мусульманами, выразив своё уважение к исламу, однако иранские власти не отменили фетву. В 1998 году иранское правительство заявило, что больше не поддерживает фетву о смерти Рушди. В 2002 году Великобритания получила от Ирана негласные гарантии безопасности писателя и охрана была снята. 17 сентября 2012 года иранский «Фонд 15 июня» увеличил награду за убийство Рушди до $3,3 млн, а в 2016 году награда за убийство достигла $4 млн. В годы, предшествовавшие нападению, Рушди путешествовал без охраны, а фестиваль Шатокуа, на котором он выступал, был известен своей «доступной» и «непринужденной обстановкой».

## Ход событий
12 августа 2022 года Салман Рушди должен был выступить с лекцией в Институте Шатокуа. Во время представления писателя публике, в 10 часов 47 минут (EDT) 24-летний мужчина Хади Матар ворвался на сцену амфитеатра и около 20 секунд наносил удары ножом и кулаками. В конечном счёте Матар нанёс около 10-15 ножевых ранений 75-летнему писателю, ранив Рушди ножом в шею и живот. Также Матар нанёс лёгкую травму головы соучредителю организации City of Asylum Генри Ризу, выступавшему в качестве интервьювера, вскоре Риз был выписан из больницы. Сотрудники и зрители, находившиеся на месте происшествия, бросились на помощь к Рушди и быстро повалили Матара на землю. По словам очевидцев, у Рушди было несколько открытых ран и лужа крови под ним. Рушди был доставлен вертолётом в больницу в соседнем городе Эри, штат Пенсильвания, а Хади Матар, подозреваемый в нападении, был арестован на месте преступления. Агент Рушди, Эндрю Уайли, 12 августа около 19 часов вечера по местному времени сообщил, что Рушди находится на аппарате искусственной вентиляции легких и не может говорить. Комментируя степень тяжести его травм, Уайли сказал, что Рушди, скорее всего, потеряет глаз, кроме того, у него повреждена печень и разорваны нервы в одной руке. Уайли также добавил, что «новости не очень хорошие». Вечером 13 августа Рушди отключили от аппарата искусственной вентиляции легких, он начал разговаривать.
В интервью изданию The New Yorker в феврале 2023 Салман Рушди рассказал, что после нападения он пережил посттравматическое стрессовое расстройство и потерял чувствительность в кончиках пальцев, а также переосмыслил свой подход к безопасности.

## Расследование
Расследование ведет полиция штата Нью-Йорк при содействии Федерального бюро расследований и прокурор округа Шатокуа Джейсон Шмидт.
Подозреваемый был опознан полицией как Хади Матар, 24-летний мужчина из города Фэрвью, штат Нью-Джерси. По данным источников, знакомых с ходом следствия, Матар родился в штате Калифорния, в семье мигрантов из ливанского города Ярун. Матар имеет ливанское происхождение, а его социальные сети свидетельствуют о поддержке Корпуса стражей исламской революции (КСИР) и симпатиях к шиитскому экстремизму. Сообщается, что он выражал взгляды в поддержку иранского правительства. В телефоне Матара были обнаружены фотографии ряда лидеров и командиров «Хезболлы». У него были поддельные права с именем Хасан Мугния (англ. Hassan Mughniyah), напоминающим фамилию одного из основателей «Хезболлы» Имада Мугния, и имя действующего главы «Хезболлы» Хасана Насралла. По словам прокурора округа Шатокуа Джейсона Шмидта, Матар заранее раздобыл пропуск на мероприятие, на котором должен был выступать Рушди.
В день нападения Матар был доставлен в тюрьму округа Шатокуа. 13 августа прокурор округа Шатокуа Джейсон Шмидт сообщил о том, что Хади Матар был взят под стражу без права на залог. Матару были предъявлены обвинения в покушении на убийство 2-й степени и в нападении 2-й степени. Хади Матар не признал себя виновным в нападении во время субботнего слушания в суде.
21 февраля 2025 года присяжные признали Хади Матара виновным в покушении на убийство. 16 мая 2025 года Матар был приговорён к 25 годам лишения свободы.

### Угрозы в адрес Джоан Роулинг
Британская писательница Джоан Роулинг назвала нападение «ужасной новостью» и пожелала Рушди скорейшего выздоровления, после чего она начала получать угрозы расправой от исламистских экстремистов. Вскоре Роулинг обратилась в полицию.